# Todos eran mis hijos
Todos eran mis hijos (All My Sons) es una obra de teatro escrita por Arthur Miller. La obra se estrenó en Broadway en el Coronet Theatre de Nueva York el 29 de enero de 1947, y se mantuvo en cartel hasta el 8 de noviembre del mismo año (328 representaciones).

## Antecedentes
Arthur Miller escribió Todos eran mis hijos después del fracaso de su primera obra de teatro, The Man Who Had All the Luck (1940). Miller prometió que si Todos eran mis hijos no triunfaba, "buscaría alguna otra línea de trabajo".
La obra se basa en una historia real, que había reseñado en un periódico de Nueva York la entonces suegra de Arthur Miller, sobre una mujer que había denunciado a su padre por haber vendido piezas defectuosas al ejército de Estados Unidos durante la Segunda Guerra Mundial.
Se nota influencia de la obra de Henrik Ibsen El pato salvaje, en la que Miller se inspiró para tratar sobre dos socios en un negocio en el que uno se ve obligado a asumir la responsabilidad moral y legal del otro. Esto se refleja en All My Sons. También tomó prestada la idea del idealismo de un personaje como origen de un problema.
La crítica del sueño americano, que se encuentra implícita en All My Sons, motivó que Arthur Miller fuera llamado a comparecer ante el Comité de Actividades Antiestadounidenses durante la década de 1950, cuando Estados Unidos fue presa de la histeria anticomunista. Miller envió una copia de la obra a Elia Kazan, quien dirigió la versión teatral original de All My Sons. Kazan había sido miembro del Partido Comunista y compartía los puntos de vista de izquierdas de Miller. Sin embargo, su relación finalizó cuando Kazan dio los nombres de supuestos comunistas al Comité de Actividades Antiestadounidenses durante la Caza de brujas.

## Personajes
- Joe Keller - 60 años. Fue absuelto tras ser acusado de envío de material aéreo deficiente procedente de su fábrica durante la Segunda Guerra Mundial, provocando la muerte de 21 pilotos. Durante tres años y medio echó la culpa a su socio y antiguo vecino, Steve Deever. Cuando se descubre la verdad, Joe justifica sus acciones diciendo que lo hizo por su familia. Al final de la obra se suicida en un triste intento de librar a su familia de los problemas que les ha causado y quizás también para impedir que Kate lo odie.
- Kate Keller- La madre. Sabe que Joe es culpable, pero vive en la negación mientras se duele por hijo mayor, Larry, que lleva tres años desaparecido en combate. Se niega a creer que Larry está muerto y afirma que Ann Deever - que regresa de visita a petición del hermano de Chris, Larry - sigue siendo "la chica de Larry", y también cree que él va a regresar.
- Chris Keller - 32 años. Regresó a casa desde el frente dos años antes del inicio de la acción de la obra, perturbado al constatar de que el mundo seguía como si nada hubiera sucedido. Ha invitado a Ann Deever a la casa de los Keller para pedir su mano en matrimonio, pero su gran obstáculo es la convicción de Kate de que Larry volverá algún día. La idolatría que convierte en desolación cuando sabe lo que hizo Joe.
- Ann Deever - 26 años. Llega a la casa de Keller, después de haber perdido la relación con su 'culpable' padre desde que este entró en prisión. Tuvo una relación con Larry Keller antes de su desaparición, y desde entonces ha afrontado la vida, porque sabe la verdad del destino del joven. Ann espera que los Keller aprueben su matrimonio con el hermano de Larry, Chris, con quien ha estado manteniendo correspondencia durante dos años. Ann pronto descubre que todos los vecinos creen que Joe es culpable, y, finalmente, descubre la verdad después de la visita de su hermano mayor, George. Ann, comprobando que es incapaz de convencer a Kate de que Larry se ha ido para siempre, le muestra una carta de Larry declarando su intención de suicidarse después de haberse enterado de la entrada en prisión de su padre.
- George Deever - 31 años. Es el hermano mayor de Ann: un exitoso abogado de Nueva York y veterano de la Segunda Guerra Mundial, y un amigo de la infancia de Chris. Al principio creyó en la culpabilidad de su padre, pero al visitar a Steve en la cárcel, se da cuenta de su inocencia y se enfurece con los Keller por haberlo engañado. Vuelve para salvar a su hermana de su matrimonio con Chris.
- Frank Lubey - 32 años. Conocido de la familia. No sirvió en el frente y permaneció en Estados Unidos, casándose con la exnovia de George, Lydia.
- Lydia Lubey - 27 años, Antigua novia de George y actual esposa de Frank.
- Jim Bayliss - Es un médico de éxito, pero se siente frustrado con la quietud sofocante de su vida. Quiere convertirse en investigador médico, pero continúa en su puesto de trabajo para poder vivir. Es un amigo cercano de la familia Keller.
- Sue Bayliss - Sue es enfermera y la esposa de Jim.
- Bert  - Es un niño que vive en el barrio, que es amigo del hijo de los Bayliss, Tommy y visita con frecuencia el jardín de los Keller para jugar "a la cárcel" con Joe. Solo aparece dos veces en la obra. La primera, su papel parece poco relevante, pero la segunda vez que aparece su personaje se vuelve más importante cuando las chispas que saltan de un ataque verbal de Kate cuando se habla de "la cárcel", ponen de relieve el secreto de Joe.

### Personajes ocultos
- Larry Keller - Lleva tres años desaparecido en combate.
- Steeve Deever - El padre de George y Ann. Fue enviado a prisión por el envío de piezas defectuosas - un delito que cometió junto al absuelto Keller.

## Sinopsis

### Acto I
La obra comienza en un domingo de finales de agosto de 1946. Joe Keller está leyendo el periódico del domingo y hablando con sus vecinos, el Dr. Jim Bayliss y Frank Lubey. 
Ann Deever, antigua vecina ha venido para visitar a la familia y está durmiendo arriba. Mientras la esperan, Joe y Chris hablan sobre el árbol conmemorativo de Larry, que ha sido derribado durante la noche. Larry fue declarado desaparecido durante la Segunda Guerra Mundial y se presume muerto, ya que no ha habido noticias suyas durante más de tres años. Kate se aferra a la esperanza de que volverá, pero Chris siente que es un error mantener esa ficción ante ella. 
Ahí fue cuando ella despertó.
Chris confiesa a su padre que quiere casarse con Ann, que fue la novia de Larry antes de la Guerra; sin embargo, como Kate cree que Larry no ha muerto, Ann sigue siendo técnicamente "la novia de Larry". Al casarse con Ann, Chris estaría dando a Larry por muerto, por lo que Joe teme que Kate se opondrá a la propuesta de matrimonio.
Kate aparece y describe su pesadilla de la noche anterior: se trata de Larry llamándola mientras su avión es derribado. Kate se opone cuando Chris le dice que la familia debe tratar de olvidar a Larry. Kate confiesa a Joe que recela de los motivos de la visita de Ann. Le asegura que Ann comparte con ella la creencia de que Larry está todavía vivo, y conmina a Joe para que siga creyendo también. 
Cuando Ann finalmente hace su entrada todos alaban su hermosura hasta que le pregunta si todavía está esperando a Larry. Contesta que no, y al tiempo aprecia el desencanto en el rostro de Kate. 
A través de la conversación, se revela que Steve Deever, el padre de Ann, está cumpliendo condena por la muerte de veintiún pilotos que se estrellaron en Australia debido al material defecutoso enviado por la fábrica de la que eran socios Keller y Deever en 1943. Keller insiste en que fue responsabilidad de Deever. Ann, por su parte, ha evitado todo contacto con su padre desde que Larry fue declarado desaparecido, e insiste en que las acciones de su padre pueda tener en relación con la muerte de Larry.
Cuando Chris y Ann se quedan solos en el patio, se declaran su amor, pese a que Chris parece algo avergonzado. Chris le cuenta su experiencia durante la guerra y le reconoce que está enojado porque, para todo el mundo, la vida ha continuado con normalidad, y esto afecta su capacidad de aceptar el regalo de ser amado por Ann.
Llama por teléfono George, hermano de Ann, desde Nueva York, avisando de que se pasará por la casa después de visitar a su padre en la cárcel por primera vez. La sombra de la preocupación aparece en el rostro de Joe.

### Acto II
Kate confiesa a Chris la preocupación del padre, porque George quiera reabrir el caso del material defectuoso. Llega Sue Bayliss buscando a Jim y le pide a Ann, que si se casa Chris, lo aleje de la zona, porque su idealismo es una mala influencia para Jim. Jim siempre había querido convertirse en un investigador médico, pero Sue no lo desea para no perder posición económica.
Insiste en que es culpa de Chris que Jim quiera ser un investigador. Sue, además, insinúa que la culpa del accidente de los pilotos fue de Joe y añade que Chris y los demás saben algo al respecto. Ann lo defiende, aunque se queda preocupada.
Chris tranquiliza a Ann diciéndole que él no sería capaz de perdonar a su padre si hubiese asesinado a los pilotos. Se restaura la fe de Ann en Chris y Joe se une a la conversación. Joe declara que ofrecerá un trabajo a Steve cuando salga de la cárcel, pero Ann responde que no le debe nada a Steve y Chris se niega a tenerlo en la planta.
Llega Jim, que ha ido a recoger a George a la estación de tren. Jim advierte a Chris y Ann que George está enfadado y sugiere que hablen con él en algún lugar reservado, algo a lo que Chris se opone. Se desata una fuerte discusión, en la que George intenta convencer a Ann de que Chris sabe que Joe es culpable y que permitió que su padre asumiera toda la responsabilidad. Ann se encuentra atrapada entre dos hombres a los que ama, incapaz de reconciliarlos. Entra Kate, Chris y George dejan de discutir. Kate se muestra feliz de reencontrar a George. Cuando llega Joe, George lo saluda solo a regañadientes. Entonces llega Lydia y se revela su antigua relación con George. Lydia ha tenido tres hijos, y muestra a George la vida que se perdió mientras estaba combatiendo en la Segunda Guerra Mundial.
(Joe)Keller le pregunta a George sobre Steve y luego afirma que en toda su vida, Steve nunca asumió la responsabilidad sobre sus propias acciones, por lo que ahora debe ser culpable. Justo cuando parece que George está convencido y que se compromete a quedarse a cenar, Kate le dice que Keller nunca ha estado enfermo en quince años, desmintiendo así la coartada anteriormente argüida por Keller de que tenía la gripe el día en que Steve permitió el envío de material averiado, y no había podido ir a la oficina. George advierte el desliz y empieza a interrogar a Joe.
Frank confecciona un horóscopo de Larry y afirma que el día en que se supone que murió era su "día favorable" y por lo tanto debe estar vivo en algún lugar del mundo. Kate le cree sin vacilar y le dice a Ann que se vaya con su hermano. Ella replica que quedará hasta que Chris quiera.
Chris intenta insistir en que se casará con Ann, pero Kate finalmente le dice que si Larry ha muerto, Joe lo mató. Chris entiende esto en el sentido de que Joe era culpable del envío de las piezas defectuosas. Lo que significa que habría sido responsable de la muerte de Larry. Keller por fin admite su culpabilidad, pero justifica sus acciones diciendo que lo hizo por su familia, para evitar el cierre de la fábrica y garantizar el bienestar de la familia. Chris rechaza esta explicación, diciéndole a su padre que la responsabilidad para con su país a veces pesa más que los compromisos con el negocio y la familia. Chris sale furioso, dejando a Joe destrozado por el sentimiento de culpabilidad.

### Acto III
Kate espera en el patio trasero a Chris, que había cogido el coche seis horas antes y no ha vuelto todavía. Ann ha permanecido en su cuarto esas seis horas: tras haber visto la salida airada de Chris, por fin sabe la verdad de lo que ocurrió. Joe insiste en que Chris no entiende lo que significa la responsabilidad de la familia, y que Larry sabía mejor de lo que se trataba. Joe le dice a Kate que lo hizo todo por ella y sus dos hijos.
Cuando aparece Ann, le pide a Kate que le diga a Chris que ella sabe que Larry está muerto, por lo que no debe sentirse avergonzado por su amor. Kate sigue insistiendo en que Larry está vivo; Ann repite que ella lo amaba y que no hubiera siquiera considerado casarse con ningún otro si no estuviera segura de que había muerto. Por último, Ann le pide a Joe que entre en la casa y coja una carta que Larry le escribió el día que murió; Ann confiesa a Kate que ella no trajo la carta para hacer daño a la familia, pero ambos quedan devastados por la destrucción final de la esperanza de Kate.
Chris regresa y le dice a Ann y a Kate que se va a Cleveland a empezar una nueva vida; rechaza Chris cuando ella le pide ir con él, diciendo que él ya no puede soportar ver a su padre, pero tampoco puede decidirse a mandarlo a la cárcel como se merece y por lo tanto no es un hombre digno de ella. Cuando Joe entra, se enfrenta a Chris y discuten sobre la culpabilidad del padre. Ann le entrega la carta de Larry a Chris; Kate trata arrebatársela para evitar que Joe oiga su contenido, pero es demasiado tarde. 
Chris lee la carta en voz alta: describe cómo, al enterarse de la investigación sobre el incidente y la sentencia de culpabilidad de su padre, Larry no podía soportar vivir más; le decía a Ann que sabía que sería declarado desaparecido y le pedía que no lo esperase. Todos se dan cuenta de que Joe fue responsable de la muerte de Larry: El joven se había dado cuenta de la clase de hombre que era su padre y se quitó la vida al estrellar su avión durante una misión, en lugar de afrentar el desencanto y la vergüenza. Al oír esta noticia, Keller entra en la casa a buscar su chaqueta y entregarse a la policía, pero mientras que Chris y Kate discuten sobre su envío a prisión y Ann asiste a la escena, se escucha un disparo. Joe se ha quitado la vida. Ann corre a buscar el Dr. Bayliss, y Chris y Kate se quedan solos en una estampa final de su dolor.

## Producciones

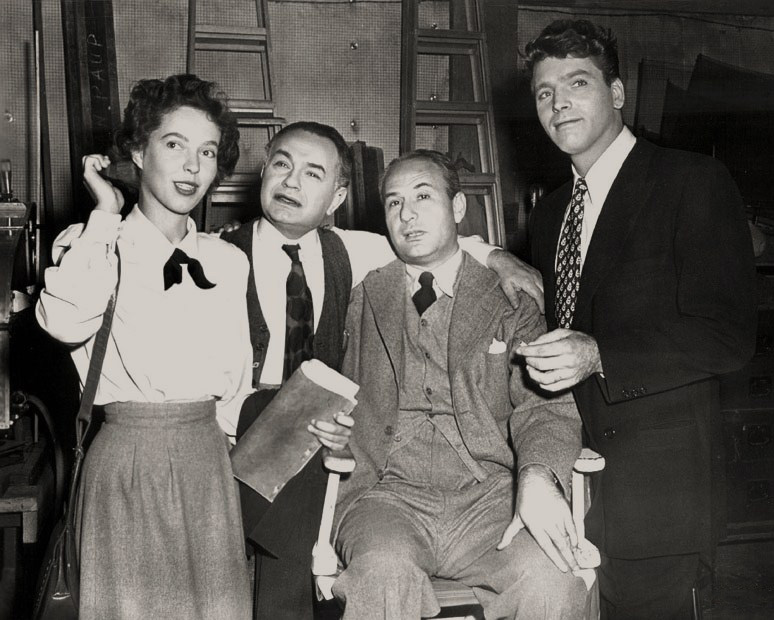
Foto publicitaria de la película de 1948: Louisa Horton, E. G. Robinson, el productor (Chester Erskine) y B. Lancaster.

### Película de 1948
En 1948, All My Sons se convirtió en la película Todos eran mis hijos, con Edward G. Robinson en el papel de Joe Keller y Burt Lancaster en el de Chris Keller. La película fue dirigida por Irving Reis.

### Película de 1987
En 1987, se rodó una película para televisión. Esta versión es más fiel a la obra original de Arthur Miller que la versión cinematográfica de 1948. Los papeles principales fueron interpretados por James Whitmore, en el papel de Joe Keller, Aidan Quinn (Chris) y Joan Allen (Ann Deever). Esta versión fue dirigida por Jack O'Brien.

### Radio
En 1950, en el espacio Lux Radio Theater se radió la obra con Burt Lancaster como Joe. La obra fue adaptada por SH Barnett y, en un giro interesante, aparece el personaje de Steve Deever en un papel de habla hispana. 

### Televisión
En 1958, la obra fue adaptada para la televisión por Stanley Mann y dirigida por Cliff Owen. Esta producción protagonizada por Albert Dekker como Joe Keller, Jenkins megas como Kate Keller, Patrick McGoohan como Chris Keller y Betta St. John como Ann Deever.

### Reestreno de 2008
Se restrenó en Broadway el 18 de septiembre de 2008. La producción estuvo protagonizada por John Lithgow, Dianne Wiest, Tony Patrick Wilson, y Katie Holmes, en su debut en Broadway. 

### Producción de 2010 en Londres (West End)
David Suchet y Zoë Wanamaker protagonizaron una producción en el Apollo Theatre del West End de Londres. Suchet interpretó a Joe Keller y Wanamaker a su esposa Kate. La producción también contó con Jemima Rooper como Ann Deever y Stephen Campbell Moore como Chris Keller. El espectáculo se mantuvo en cartel desde mayo hasta el 11 de septiembre de 2010.

### Producciones en español

#### Teatro
La obra fue estrenada en España el 2 de noviembre de 1951 en el Teatro de la Comedia de Madrid y fue interpretada por Salvador Soler Marí, Carola Fernán Gómez, María Dolores Pradera, Julia Lorente, José Luis Heredia y Eduardo Moreno
Doce años después se representó en el Teatro Recoletos de Madrid el 12 de mayo de 1963. Con dirección de Ricardo Lucía, decorados de Emilio Burgos e interpretación de Luis Prendes (Joe), María Luisa Ponte (Katie), Ricardo Lucia (Chris), Berta Riaza (Ann), Félix Navarro, Enrique Cerro y Ana María Ventura.
El 24 de marzo de 1988, José Tamayo Rivas dirigió un nuevo montaje en el Teatro Bellas Artes de Madrid, protagonizado por Agustín González (Joe), Berta Riaza (Katie), Juan Meseguer, Eva García, Fernando Huesca, Ana María Barbany y Victoria Vivas.
Se montó de nuevo en el 2010, con Carlos Hipólito (Joe), Gloria Muñoz (Katie), Fran Perea (Chris), Manuela Velasco (Ann), Jorge Bosch, Alberto Castrillo-Ferrer, Ainhoa Santamaría (Lydia), Nicolás Vega y María Isasi (alternando funciones con Amanda Recacha), dirigido por Claudio Tolcachir.
También se estrenó en catalán (Tots eren fills meus, versión de Quim Monzó) en Barcelona en 1999, con Julieta Serrano (Kate), Carles Canut (Joe), Roser Camí (Ann Beever) y  Santi Ricart (Chris).

#### Televisión
En el espacio Estudio 1 de Televisión española en dos ocasiones:
- El 1 de febrero de 1967. Con realización de Gustavo Pérez Puig y protagonizada por María Luisa Ponte, José Bódalo, Álvaro de Luna, María Luisa Merlo, Carmen Rossi  y Ana María Vidal.

- El 22 de junio de 1973, con realización  de  Alberto González Vergel e interpretación de Narciso Ibáñez Menta (Joe), Julián Mateos (Chris), Marisa Paredes (Ann), Luisa Sala (Katie), Rafael Arcos, Marisol Ayuso, Antonio Durán, Enrique Cerro y Pilar Barrera.[9]

## Impacto en la cultura popular
Todos eran mis hijos inspiró el nombre del dúo musical Twenty One Pilots.